# 史提芬·沙貝利
史提芬·沙貝利（義大利語：Stefano Sabelli，1993年1月13日—）是意大利的職業足球運動員，司職后卫，現效力於意甲球會熱拿亞。
2021年1月19日，沙貝利簽約安玻里。

## 外部連結
- UEFA （页面存档备份，存于）
- Lega Serie B Profile （義大利語） []